# Burgstall Alling
Der Burgstall Alling ist eine abgegangene hochmittelalterliche Höhenburg auf 560 m ü. NN etwa 230 Meter westlich der Pfarrkirche Mariä Geburt in Alling (Landkreis Fürstenfeldbruck in Oberbayern) über dem Starzelbachtal. Der ehemalige Adelssitz ist frei zugänglich, wurde aber durch Kiesabbau teilweise zerstört.

## Geschichte
Der teilweise erhaltene Doppelgraben des Geländedenkmales könnte auf eine frühmittelalterliche Vorgängerburg hindeuten. Vielleicht diente der Burgplatz damals als Refugium der bäuerlichen Bevölkerung. Gestaffelte Wallsysteme dieser Art werden oft als ungarnzeitlich interpretiert. Die magyarischen Bogenschützen sollten so auf Distanz gehalten werden. In der ortsgeschichtlichen Literatur wird auch die Funktion als karolingische Curtis erwogen. Der Ort erscheint bereits 802 als Alingas in einer Urkunde.
Frühmittelalterliche Befestigungselemente wurden allerdings bis ins frühe Hochmittelalter  verwendet. Der Ortsadel von Alling wird erst um 1150 in den Schriftquellen fassbar. Die Größe der Burg lässt eine edelfreie Herkunft der Allinger wahrscheinlich werden. Wie viele Edelfreie unterstellten sich die Dorfpatrone jedoch bald einem mächtigeren Schutzherrn. 
In den zeitgenössischen Quellen werden verschiedene Allinger als Zinspflichtige des Klosters Schäftlarn genannt, hatten sich also der familia des Klosters angeschlossen. In den Urkunden erscheinen u. a. die Herren Konrad, Sigboto, Arnold, Gerold, Perchtold, Diemot und Waldmann von Alling als Ministerialen des Klosters.
Im Burgbereich lässt sich obertägig keinerlei Stein- oder Ziegelschutt feststellen. Der Burgstall wurde wohl bereits im Hochmittelalter verlassen. An der Stelle der Eigenkirche der Allinger erhebt sich seitdem die Pfarrkirche des Ortes.
Möglicherweise wurde von der Burg aus die Straßenverbindung zwischen Augsburg und München kontrolliert. Diese Straße verlief seit dem Hochmittelalter nördlich von Alling. 
1422 wurde in der Nähe die Schlacht bei Alling geschlagen. Dieser Konflikt zwischen den Herzögen von Bayern-München und Bayern-Ingolstadt soll relativ friedlich verlaufen sein. Nur wenige Krieger wurden getötet, jedoch viele Gefangene gemacht. Die Burg Alling war damals sicherlich bereits lange verlassen.
Der Südteil der Kernburg wurde bis in die Neuzeit durch Kiesabbau vollständig abgetragen. Hier fällt das Gelände deshalb heute sehr steil ins Starzelbachtal ab. Der Flurname Weinberg deutet auf einen ehemaligen Weinanbau an diesem Südhang hin.
Das Areal zwischen der Pfarrkirche und der Kernburg dient seit dem Mittelalter weitgehend als Friedhof. 

## Beschreibung

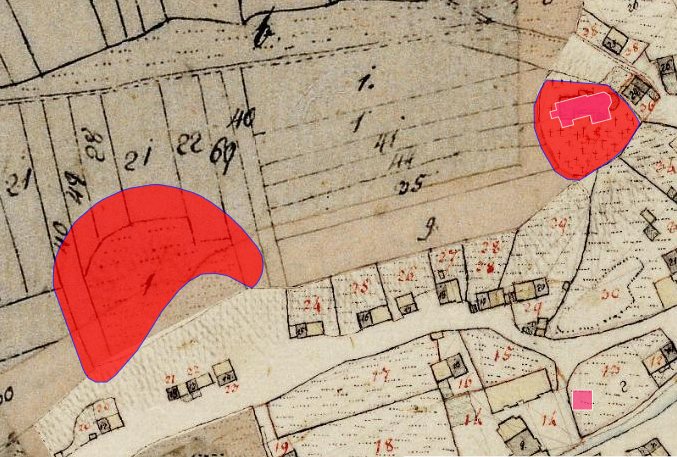
Lageplan von Burgstall Alling auf dem Urkataster von Bayern

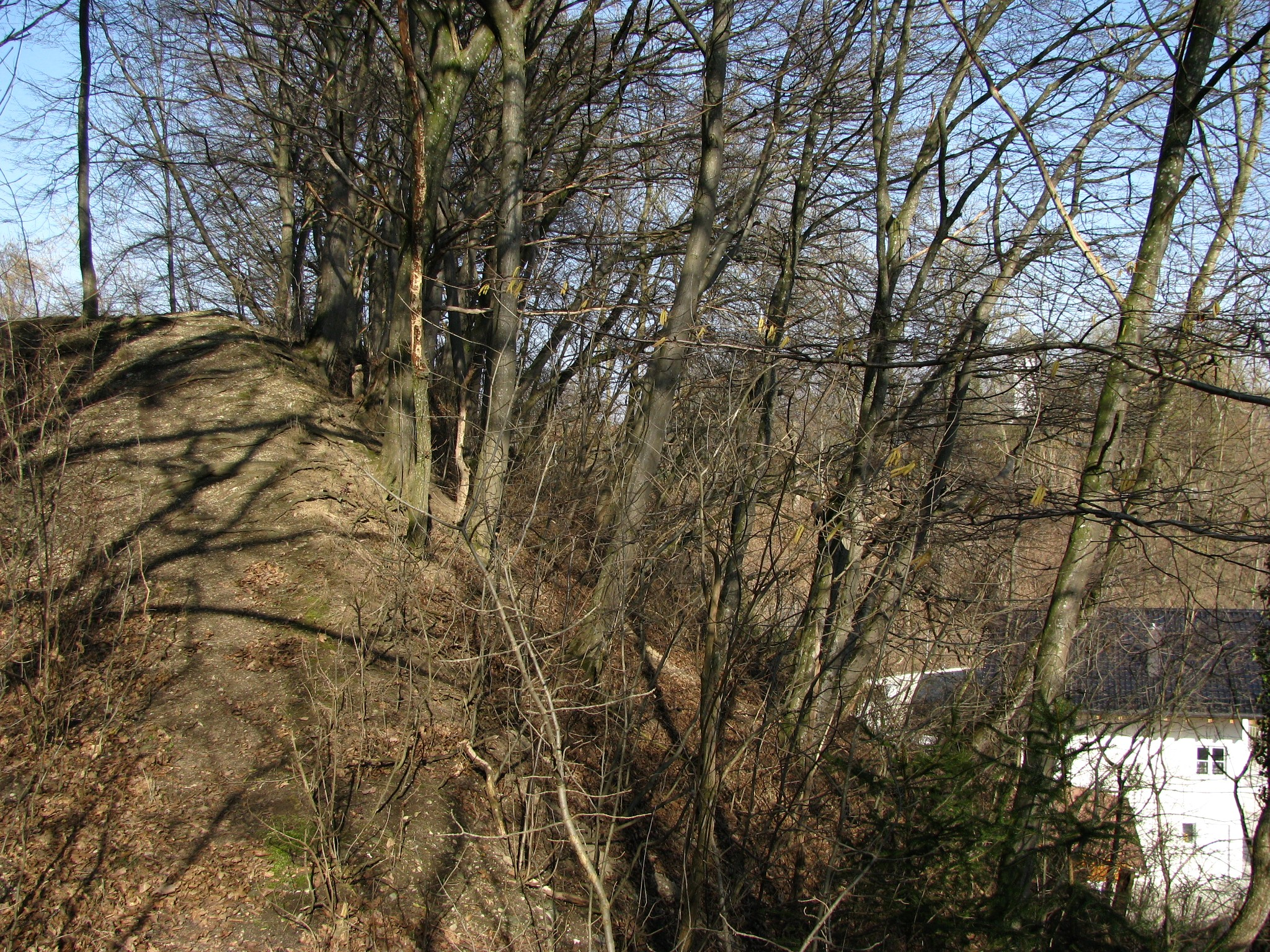
Steilhang im Süden, nach Osten gesehen

Der Burgstall liegt auf einer nach Westen laufenden Geländezunge über Alling. Nach Süden schützt ein – bis zu 30 Meter hoher – Steilhang den Burgplatz. Im Norden trennt ein Hohlweg die Burganlage vom anschließenden Hochplateau.  
Die ungewöhnliche Größe der Gesamtanlage spricht für eine edelfreie Herkunft der Herren von Alling. Insgesamt war die Burg etwa 300 Meter lang und wurde wohl im Osten durch einen Abschnittsgraben geschützt, der jedoch vollständig einplaniert ist. Auf der Ostspitze des Geländesporns lag die Eigenkirche der Allinger.
Die Hauptburg lag über der südwestlichen Hangkante. Durch den Kiesabbau hat sich nur der Nordwestteil erhalten. Ungewöhnlich ist die Verdoppelung des nördlichen Grabensystems. Der Außengraben ist bis zu vier Meter tief, der Innengraben etwa einen Meter. Zwischen den Gräben wurde eine Erdrippe aufgeschüttet bzw. stehen gelassen.

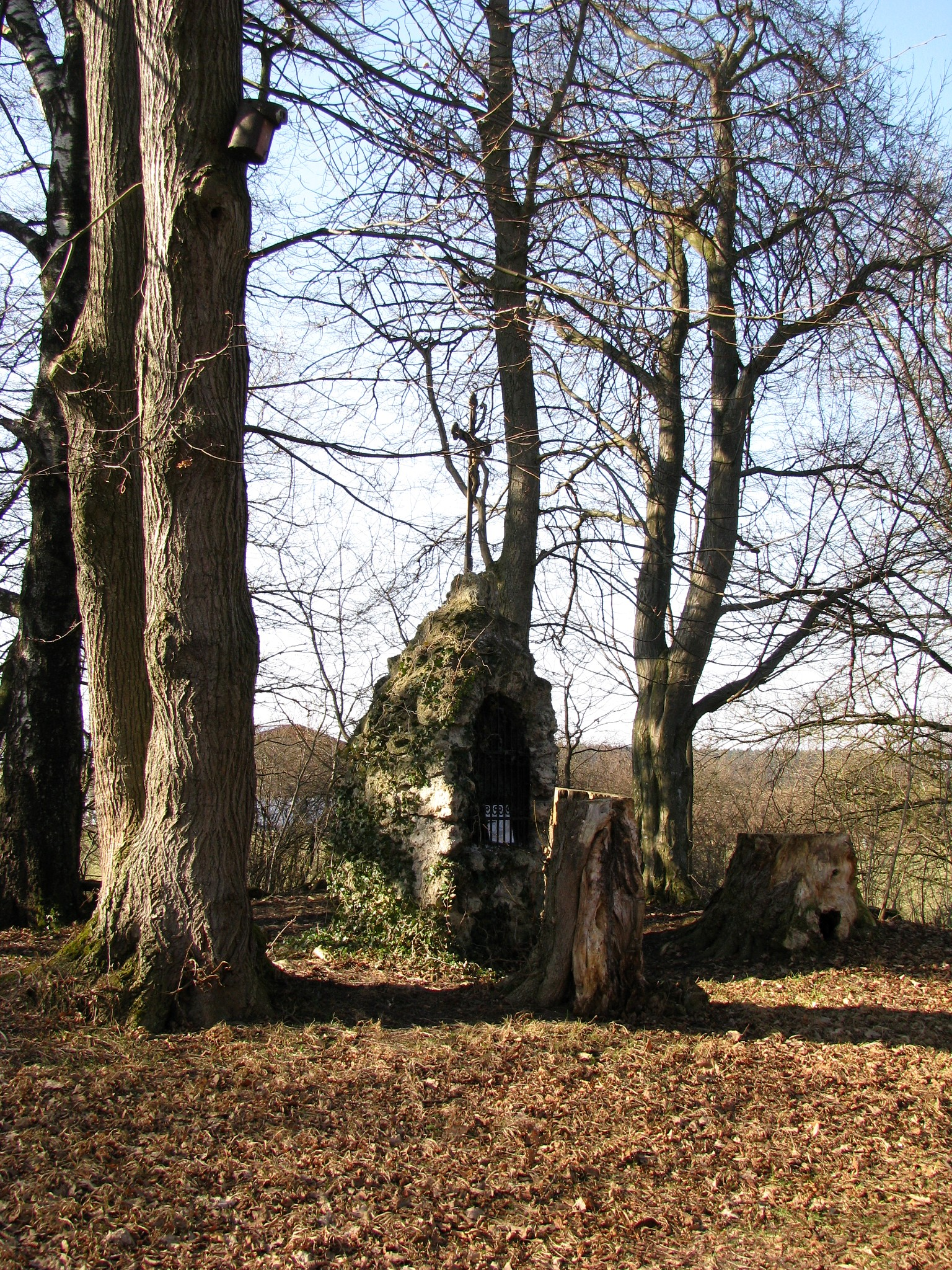
Lourdesgrotte

Im Westen des Hauptburgkegels fehlt der Zwischenwall, der Graben ist hier dementsprechend über 15 Meter breit. Mit dem Grabenaushub wurde der Erdkegel der Kernburg in der Art einer Motte aufgeschüttet. Das Plateau überragt das Umland um etwa zwei Meter. Der Burghügel war wohl ursprünglich quadratisch oder rechteckig. Ob hier im Hochmittelalter ein Turm oder Haus bzw. Turmhaus stand, ist spekulativ. 
Die weitläufige Vorburg  mit der ehemaligen Eigenkirche wurde durch die Umnutzung zum Friedhof und teilweise als landwirtschaftliche Nutzfläche stark verändert und planiert. Eindeutige Geländemerkmale einer Bebauung oder Befestigung sind hier nicht mehr feststellbar. Der nördliche Hohlweg ist asphaltiert und ermöglicht die Auffahrt zum Parkplatz der Pfarrkirche und des Friedhofs. Der Friedhofsweg führt durch den Gottesacker zum Burgstall, der vollständig bewaldet ist und eine kleine Lourdesgrotte trägt.
Das Bayerische Landesamt für Denkmalpflege verzeichnet das Bodendenkmal als mittelalterlichen Burgstall unter der Denkmalnummer D-1-7833-0087 als „Burgstall des hohen oder späten Mittelalters ("Römerschanze")“.
Südöstlich des Tales liegt auf dem Parsberg der hochmittelalterliche Burgstall Parsberg.